# Datalinklaag
De datalinklaag is de tweede laag uit het OSI-model. Deze laag zorgt voor transport van de data over een verbinding (link).
Men moet bijvoorbeeld denken aan de verbinding tussen de netwerkkaarten van een computer en een router. Dus niet het fysieke medium, de kabel zelf (deze is ingedeeld in de fysieke laag), maar de signalen die over deze kabel heen gaan.
Adressering gebeurt door een switch op basis van het door de fabrikant toegekende MAC-adres .
De data die wordt doorgegeven via de fysieke laag kan veel fouten bevatten. Storingen van buitenaf zorgen er vaak voor dat bits muteren of zelfs verdwijnen. Alle data die verzonden wordt, wordt opgedeeld in frames. Per frame wordt met een aantal foutcontroles, zoals een Cyclic Redundancy Check, bepaald of het frame correct is ontvangen. Bij het maken van een frame wordt een checksum van de data gegenereerd. Door de checksum kan de machine die het frame ontvangt de data op integriteit verifiëren. In geval van een foutief frame wordt deze genegeerd, bovenliggende lagen zorgen voor eventuele retransmissie (transportlaag). Door deze procedures wordt het uitgesloten dat de ontvangende host, verkeerde gegevens gaat gebruiken. Bij een grote hoeveelheid foute of ontbrekende pakketten gaan de prestaties van de verbinding echter aanzienlijk achteruit.

## Enkele standaarden
- IEEE 802.2 (Logical Link Control (LLC))
- IEEE 802.3 (Ethernet)
- IEEE 802.3-2008 (1 gigabit ethernet)
- IEEE 802.3ae-2002 (10 gigabit ethernet)
- IEEE 802.4 (Token passing bus, ARCNET)
- IEEE 802.5 (Token Ring)
- IEEE 802.12 (100 VG Anylan)
- IEEE 802.11 ('Wifi')